# 42-й гвардейский зенитный ракетный полк
42-й гвардейский зенитный ракетный Путиловско-Кировский ордена Ленина полк ПВО — воинская часть в составе 32-й дивизии ПВО зенитных ракетных войск Воздушно-космических сил Российской Федерации. 
Полное условное наименование формирования — Войсковая часть № 45813. Полк дислоцируется в посёлке «Валдай-4» рядом с деревней Ижицы в Новгородской области.

## История

Нарукавная эмблема полка

Полк начал образовываться в мае 1917 года на Путиловском заводе в Петрограде. Тогда там начали создаваться первые отряды Красной Гвардии.
30 октября 1917 года на Путиловском заводе была сформирована автобронеартиллерийская часть, получившая наименование «Путиловский стальной артиллерийский дивизион автожелезнодорожных, зенитных и полевых батарей», в состав которого входила и 2-я противосамолётная железнодорожная батарея, ставшая основоположником Путиловско-Кировского полка.
Первое боевое крещение полк принял в феврале 1918 года в боях с войсками кайзеровской Германии.
В годы Гражданской войны полк отличился в боях на Северном фронте, где сбил 8 самолётов и повредил 12.
За бесстрашие и героизм, проявленные личным составом в боях с интервентами, приказом РВС Республики от 7 февраля 1920 года № 53 батарея награждена Почётным Революционным Красным Знаменем ВЦИК, которое вручил М. И. Калинин.
С 1928 года по 1939 год полк находился на охране нефтепромыслов в Баку.
В 1939 году 14-я батарея полка участвовала в боях на реке Халхин-Гол, где нанёсла значительный урон противнику. В этом же году полк был передислоцирован в Москву для усиления её противовоздушной обороны.
В годы Великой Отечественной войны полк оборонял Москву. Тогда полк провёл 125 воздушных боев, сбив 38 самолётов противника и повредив 104 самолёта.
7 ноября 1942 года приказом Наркома обороны СССР полку первому в Войсках ПВО было присвоено гвардейское звание. Полк стал 72-м гвардейским зенитно-артиллерийским полком.
2 июня 1943 года 72-й гвардейский полк преобразовывается в 1-ю гвардейскую зенитно-артиллерийскую дивизию, а 1 дивизион полка преобразовывается в 236-й гвардейский зенитный артиллерийский полк.
С июля 1965 по июль 1966 года группа военнослужащих полка участвовала в военных действиях во Вьетнаме в качестве военных специалистов.
Приказом Министра обороны СССР от 22 сентября 1965 года полку было присвоено почётное наименование «Путиловско-Кировский».
В октябре 1992 года полк был передислоцирован в посёлок «Валдай-4» рядом с деревней Ижицы Новгородской области.
Полк начиная с 1939 года участвовал во всех военных парадах на Красной площади. С 1939 по 1941 года парады проходили 1 мая и 7 ноября.
В 1942—1944 годах парады не проводились. В 1945 году прошло три парада: 1 мая, 24 июня (Парад Победы) и 7 ноября. В 1946—1964 и 1966—1968 годах парады проводились 1 мая и 7 ноября. В 1965 году прошли парады 9 мая и 7 ноября. С 1969 года парады проводились только 7 ноября (за исключением 1985 и 1990 годов, когда проводились парады 9 мая и 7 ноября). Знамя полка было закреплено на машине, возглавляющей прохождение зенитных ракетных комплексов С-300П на Параде Победы 9 мая 2011 года.
С 1995 года полк участвует в военных парадах в Валдае.
12 июня 2007 года полку было вручено Боевое знамя нового образца.

## Награды
- Гвардейское звание (7.11.1942)
- Орден Ленина[2]
- Приказом Министра обороны СССР от 22 сентября 1965 года полку было присвоено почётное наименование «Путиловско-Кировский».
- По итогам боевой и политической подготовки за 1985 год полк занесён на Доску почёта передовых воинских частей в социалистическом соревновании Советской Армии и Военно-Морского Флота[3]
- Почётная грамота мэра Москвы (7.11.1997)